# دی‌اچ‌ال اکوادور
دی‌اچ‌ال اکوادور (به انگلیسی: DHL Ecuador) یک شرکت هواپیمایی با کد یاتا 7T است که در ۱۹۹۱ میلادی تأسیس شده‌است. دفتر مرکزی دی‌اچ‌ال اکوادور در گوایاکیول، اکوادور واقع شده‌است و قطب این شرکت هواپیمایی در فرودگاه بین‌المللی نیو کیتو قرار دارد و به ۲ مقصد، پرواز انجام می‌دهد.